# 秘身譚
『秘身譚』（ひしんたん）は、伊藤真美による日本の漫画作品。

## 概要
講談社の漫画雑誌『マガジンイーノ』Vol.6（2010年2月20日発売）より連載開始。マガジンイーノ休刊決定後も2巻発売のアナウンスは度々されていたが、実現には至っていない。古代ローマを舞台に、歴史と幻想が入り混じってストーリーは進む。
アクワイアの『剣闘士 グラディエータービギンズ』とコラボレーションしており、劇中の女剣闘士シデロの鎧はゲームの剣闘士メーディアの鎧をリファインして使っている。また同ゲームではキャラクターメイキングにて、エラのキャラクターデータが配信された。

## あらすじ
物語は217年、東方の都市・アンティオキアより開始する。時の皇帝は、カラカラを謀殺（暗殺）したマクリヌスである。主人公の少年（または両性具有）のエラと、エラの保護者であり、街を闇から牛耳るローマ軍団士官グナエウス･ドミティウス･ポリオは、次第に皇帝の座を巡る陰謀に巻き込まれていく。

## 書誌情報
- 伊藤真美『秘身譚』講談社〈KCデラックス〉、既刊1巻
  1. 2010年11月17日[2]初版発行、ISBN 978-4-06-375997-6